# Potamogeton distinctus
Potamogeton distinctus är en nateväxtart som beskrevs av A. Benn. Potamogeton distinctus ingår i släktet natar, och familjen nateväxter. Inga underarter finns listade.

## Bildgalleri

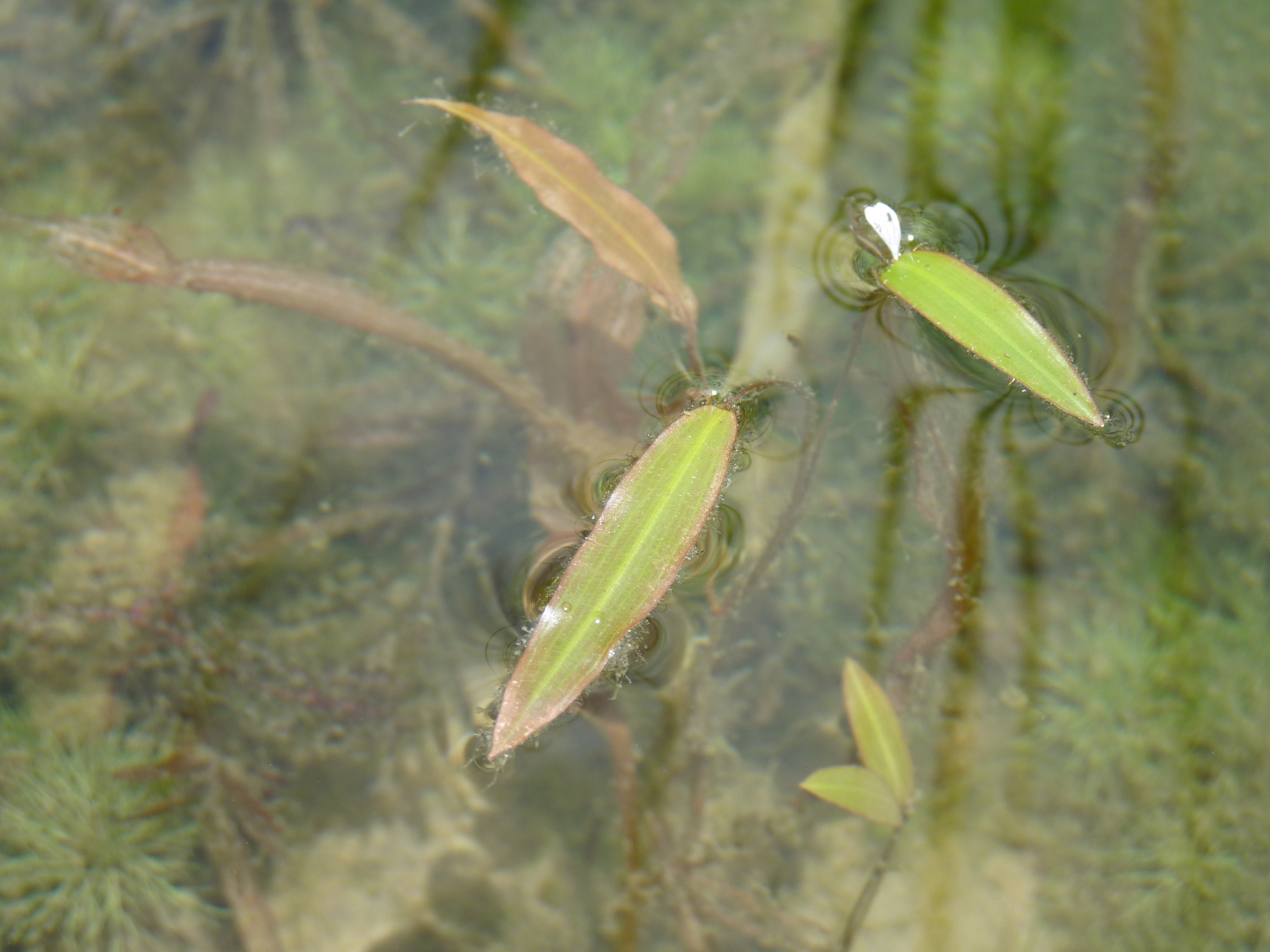
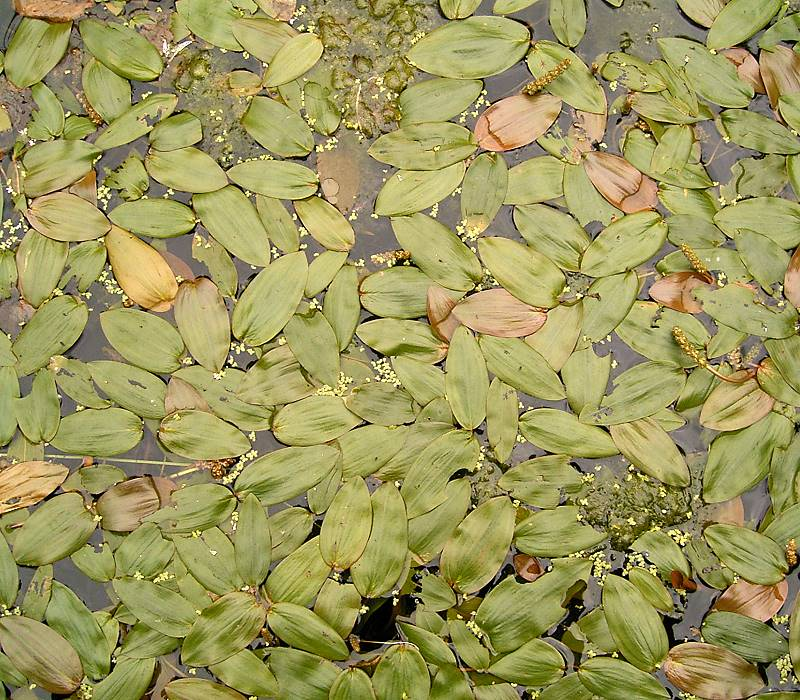